# Pseudopilinurgus cribrosus
Pseudopilinurgus cribrosus är en skalbaggsart som beskrevs av Hippolyte Louis Gory och Achille Rémy Percheron 1833. Pseudopilinurgus cribrosus ingår i släktet Pseudopilinurgus och familjen Cetoniidae. Inga underarter finns listade i Catalogue of Life.